# 天国より野蛮〜WILDER THAN HEAVEN〜
『天国より野蛮〜WILDER THAN HEAVEN〜』（てんごくよりやばん ワイルダー・ザン・ヘヴン）は、中谷美紀の4枚目のシングル。1997年5月21日にフォーライフミュージックエンタテイメント/güt からリリースされた。
本作も坂本龍一が作曲・編曲・プロデュースを担当している。

## 概要
前年にリリースされたシングル「STRANGE PARADISE」に引き続き、中谷本人が出演した伊藤園 ”お〜いお茶” のCMソングとして使用された。カップリングには、同曲の別バージョン(X･STATIC MIX)とインストゥルメンタルが収録されている。
「天国より野蛮」というタイトルは、作詞を手掛けた売野雅勇の詞作曲を集めたコンピレーションアルバム ”Masterpieces～PURE GOLD POPS～売野雅勇作品集「天国より野蛮」” のサブタイトルへも流用された。

## 収録曲
作詞: 売野雅勇 / 作曲・編曲: 坂本龍一
1. 天国より野蛮〜WILDER THAN HEAVEN〜［4:39］
2. 天国より野蛮〜WILDER THAN HEAVEN〜 (X･STATIC MIX)［6:48］
3. 天国より野蛮〜WILDER THAN HEAVEN〜 (Instrumental)［4:37］

## 収録作品
| 発売日        | タイトル       | 規格品番  |
| ------------- | -------------- | --------- |
| 1997年9月26日 | cure           | FLCG-3030 |
| 1998年8月21日 | ABSOLUTE VALUE | FLCG-3037 |
| 2001年9月27日 | PURE BEST      | FLCF-3885 |